# Windpark Fântânele-Cogealac
Der Windpark Fântânele-Cogealac ist ein Windpark auf dem Gebiet der beiden rumänischen Gemeinden Fântânele und Cogealac im Kreis Constanța. Mit 240 Windkraftanlagen der 2,5-MW-Klasse und einer Gesamtnennleistung von 600 MW war er bei Inbetriebnahme der größte Windpark in Rumänien und zählt zu den größten Windparks der Welt. Betreiber ist das tschechische Energieunternehmen ČEZ.

## Allgemeines
Die Grundfläche des Windparks erstreckt sich über ein Gebiet von ca. 7.200 ha (12 km × 6 km). Mit 139 Turbinen steht der größere Teil der Windkraftanlagen auf Grund der Gemeinde Fântânele. 101 weitere Anlagen befinden sich auf Cogealacer Territorium. Die Gesamtbaukosten des Windparks sowie seiner Infrastruktur betrugen ca. 1,1 Mrd. Euro.

## Geschichte
Projektiert wurde der Windpark von dem US-amerikanischen Unternehmen Continental Wind Partners, das die Rechte im Jahr 2008 an ČEZ verkaufte, jedoch weiterhin für den Bau verantwortlich war. Nachdem 2007 die Genehmigung erteilt wurde, wurden im November 2008 die Bauarbeiten aufgenommen. Das Projekt wurde in zwei Phasen angegangen, wobei zunächst die Turbinen bei Fântânele errichtet wurden und anschließend die Anlagen bei Cogealac. Im Juni 2010 ging die erste Turbine ans Netz, die letzte wurde im November 2012 in Betrieb genommen.

## Technik
Zum Einsatz kommen 250 Windkraftanlagen des Typs General Electric 2.5 XL mit einer Leistung von jeweils 2,5 MW, die über eine Nabenhöhe von 100 m sowie einen Rotordurchmesser von ca. 100 m verfügen. Damit ergibt sich eine Gesamthöhe der Anlagen von 150 m. Hergestellt wurden die Turbinen in verschiedenen Staaten: Die Maschinenhäuser stammen aus dem Werk in Salzbergen, Niedersachsen, die Rotorblätter wurden in verschiedenen Werken in Brasilien, Spanien und Deutschland gefertigt. Die elektrischen Komponenten stammen aus den USA.
Die produzierte elektrische Energie wird durch fünf eigens für den Windpark errichtete Umspannwerke ins Höchstspannungsnetz eingespeist. Vier Umspannwerke dienen dabei der Wandlung von 33 kV Mittelspannung in 110 kV Hochspannung, eines zur Transformation von Hochspannung auf 380 kV. Letzteres Umspannwerk dient zugleich als Übergabestation für den Übertragungsnetzbetreiber Transelectrica.